# 홍성두
홍성두(洪性斗, 1960년 7월 25일 ~ )는 대한민국의 제7·8대 경상남도 창녕군의원이다.

## 학력
- 창녕초등학교 졸업
- 2010 고등학교 검정고시 졸업

## 경력
- KT 창녕지사 명예퇴직
- 창녕군 축구협회 회장
- (사)행복드림후원회 이사
- 창녕군 체육회 부회장
- 2017.05 ~ 2018.06 제7대 경상남도 창녕군의회 의원
- 2017.05 ~ 2018.06 제7대 경상남도 창녕군의회 후반기 총무위원회 위원
- 2018.07 ~ 2022.06 제8대 경상남도 창녕군의회 의원
- 2018.07 ~ 2020.07 제8대 경상남도 창녕군의회 전반기 산업건설위원회 위원장
- 2020.07 ~ 2022.06 제8대 경상남도 창녕군의회 후반기 기획행정위원회 위원
- 2020.07 ~ 2022.06 제8대 경상남도 창녕군의회 후반기 예산결산특별위원회 위원장

## 역대 선거 결과
|  | 54.97% |

|  | 21.93% |